# 中央集市广场 (克拉科夫)

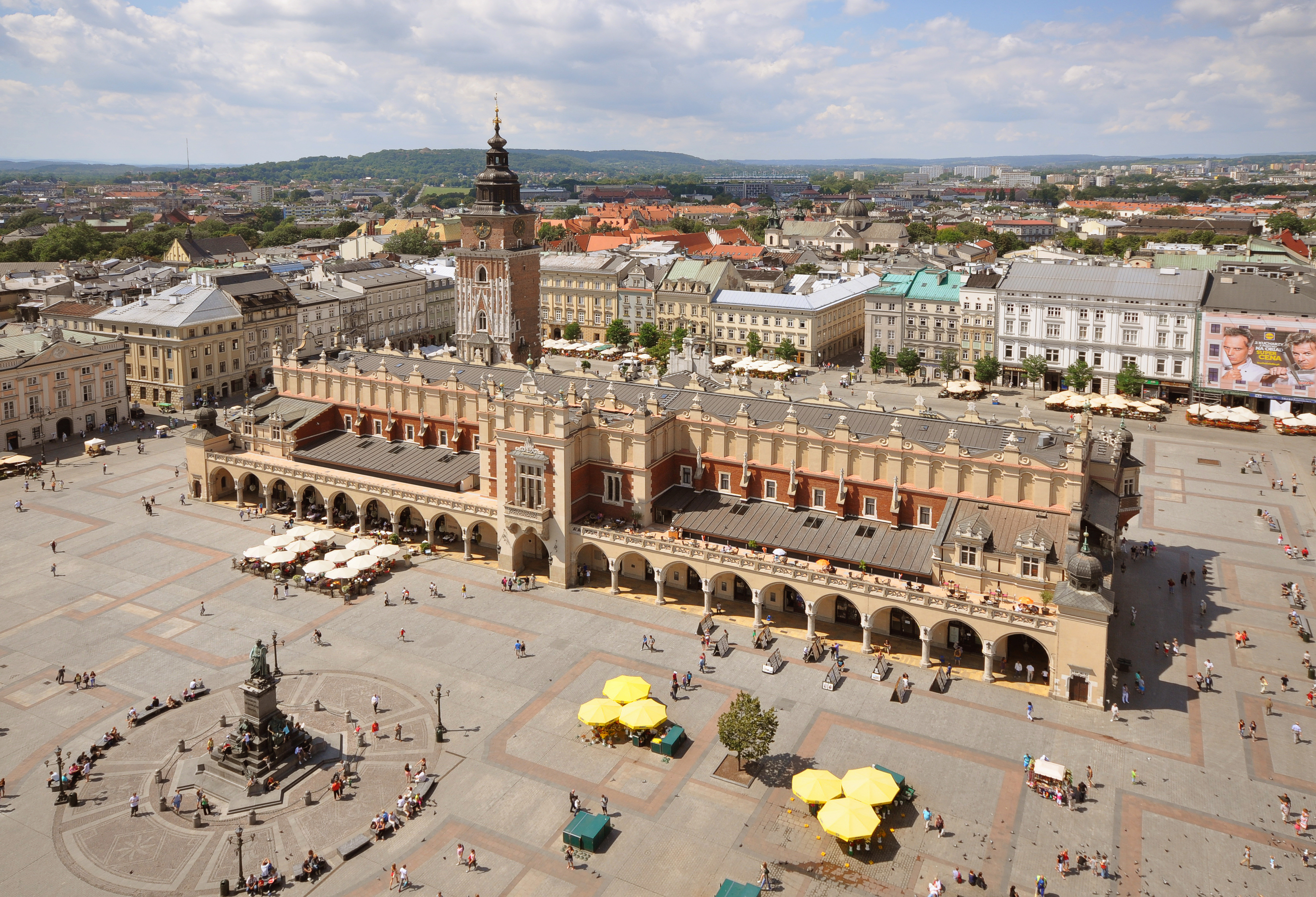
從聖母聖殿鐘樓俯瞰中央集市廣場。中央建築為紡織會館，高塔則為市政廳鐘樓。

中央集市广场（波蘭語：Rynek Główny w Krakowie）是波兰城市克拉科夫旧城区的主要广场，形成于1257年。其面积为40,000 m²，是欧洲最大的中世纪广场之一。
广场上有宏伟的哥特式建筑圣母圣殿、文艺复兴风格的纺织会馆、市政厅钟楼、以及圣亚德伯堂。
早在15世纪，犹太人就在广场上从事贸易。 二战期间，纳粹德国将其改名为阿道夫·希特勒广场（Adolf Hitler-Platz），并摧毁了亚当·密茨凯维奇纪念碑。战后，纪念碑重建。
广场上栖息着大量鸽子。
2005年12月，中央集市广场获选为世界最佳广场。